# أركوي
أركوي هي جزيرة يونانية صغيرة وهي جزء من أرخبيل دوديكانيسيا. تقع في شرق بحر إيجه، بالقرب من ساحل بحر إيجه التركي. تنتمي الجزيرة إلى بلدية بطمس، ويبلغ عدد سكانها 54 نسمة حسب تعداد عام 2001.
نظرًا لقلة عدد سكانها، تفتقر أركوي إلى رأس مال حقيقي. وبدلاً من ذلك، يقيم معظم السكان بالقرب من الميناء الرئيسي، بينما ينتشر الآخرون في مناطق مرتفعة في جميع أنحاء الجزيرة. يعمل غالبية السكان المحليين في صيد الأسماك أو رعي الماعز أو إدارة إحدى الحانات الأربعة بالجزيرة.